# Weston (Texas)
Weston è un comune (city) degli Stati Uniti d'America della contea di Collin nello Stato del Texas. La popolazione era di 563 abitanti al censimento del 2010.

## Geografia fisica
Secondo lo United States Census Bureau, la città ha una superficie totale di 13,48 km², dei quali 13,35 km² di territorio e 0,13 km² di acque interne (0,94% del totale).
Si trova 12 miglia (19 km) a nord di McKinney, il capoluogo di contea, 7 miglia (11 km) ad ovest di Anna e 8 miglia (13 km) ad est di Celina.

## Società

### Evoluzione demografica
Secondo il censimento del 2010, la popolazione era di 563 abitanti.

### Etnie e minoranze straniere
Secondo il censimento del 2010, la composizione etnica della città era formata dal 91,3% di bianchi, lo 0,89% di afroamericani, lo 0% di nativi americani, lo 0% di asiatici, lo 0,18% di oceanici, il 3,91% di altre razze, e il 3,73% di due o più etnie. Ispanici o latinos di qualunque razza erano l'11,37% della popolazione.